# Flor Amargo
Emma Mayte Carballo Hernández, mieux connue sous le nom de Flor Amargo, née le 25 février 1988 à Asunción Nochixtlán, au Mexique, est une chanteuse, musicienne, et compositrice mexicaine. Elle donne des représentations dans certains lieux publics de Mexico, ce qui lui a valu de se faire connaître sur Internet. Elle a donné à son genre musical le nom de Katartic Pop, combinant sons et rythmes de pop, de cumbia mexicana, de piano et de musique traditionnelle mexicaine.
Flor Amargo a commencé à composer à l'âge de 12 ans. Elle a étudié au Conservatoire National de Musique de Mexico, puis a fait des études musicales en Italie.  Elle a participé à deux éditions de La voz... México, ainsi qu'à Vive Latino en mars 2020.